# میعادگاه خشم
میعادگاه خشم فیلمی از سعید مطلبی با بازی هنرمندانی چون محمدعلی فردین و ایرج قادری است که در سال ۱۳۵۰ در سینماهای کشور به نمایش درآمد. این فیلم در کاشان تصویربرداری شده‌است.

## خلاصه فیلم
قدم همسرش را کنار رودخانه رها می‌کند تا ساعتی بعد به او ملحق شود وقتی قدم بر می‌گردد با جنازه همسرش روبرو می‌شود که به او هتک حرمت شده، قدم در کنار رودخانه کمربندی را می‌بیند که سالها پیش به دوستش هاشم بخشیده‌است قدم به همراه ستار برادر همسرش به سراغ هاشم درکاشان می‌روند قدم موضوع قتل همسرش را به هاشم بازگو می‌کند آنها می‌دانند کار پسر هاشم است او را گرفتار می‌کنند هاشم از قدم می‌خواهد که او را ببخشد او بخشیده می‌شود اما پسر هاشم از آنجا که تردید در بخشش می‌کند با چنگک به برادر زن قدم حمله می‌کند و در اثر جا خالی از پشت بام سقوط می‌کند و کشته می‌شود.

## بازیگران
| بازیگران      | نقش  |
| ------------- | ---- |
| محمدعلی فردین | قدم  |
| داود رشیدی    | هاشم |
| ایرج قادری    | ستار |
| ارغوان        |      |
| نازنین        |      |
| شهروز رامتین  |      |
| بهزاد فراهانی |      |